# 青山倫子
青山 倫子（あおやま のりこ、1978年12月29日 - ）は、日本の女優、モデル、タレント。本名及び旧芸名は井上 訓子（いのうえ のりこ）。千葉県出身、日出高等学校卒業。ブルーベアハウス所属。

## 来歴
幼いころより女優を志し、
1992年の第6回全日本国民的美少女コンテストにて本選出場を果たすと、14歳でモデルデビュー。モデルとして100本以上のCMに出演し、「モデル界のCM女王」と称される。
モデルとして活動しつつ女優を目指し、2002年より念願だった女優活動を開始。翌2003年、フジテレビの月9ドラマ『ビギナー』ヒロインオーディションにてグランプリのミムラ（現：美村里江）に次ぐ特別賞を受賞し、同作へゲスト出演。2005年には月9ドラマ『不機嫌なジーン』にて連続ドラマへ初のレギュラー出演を果たす。
2006年10月をもって本名の井上 訓子（いのうえ のりこ）から青山 倫子（あおやま のりこ）へ改名し、モデルから女優へ本格的に転向。同年10月より放送の時代劇『逃亡者 おりん』（テレビ東京系）にてテレビドラマ初主演を果たす。時代劇初出演ながら主役・おりんに抜擢され、その凛とした演技から「時代劇のニューヒロイン」として注目を集める。その後も映画『イッツ・ア・ニューデイ』（2007年）にて映画初主演。映画『ネコナデ』（2008年）ではヒロイン役を演じ、2009年には香港映画『狼牙 Legendary Assassin』やNHK大河ドラマ『天地人』へも出演。
2008年12月、初のDVDとなる『青山倫子 FEEL SO・・・』を発表。
2010年、スペースクラフト・エンタテインメントからレプロエンタテインメントへ移籍。同年公開のホラー映画『パラノーマル・アクティビティ 第2章 TOKYO NIGHT』にてヒロインを演じ、注目を集める。
2012年、『逃亡者 おりん』の続編となる『逃亡者 おりん2』にて、再び主役・おりんを演じる。同年唯一の民放時代劇だったことから、「私が次に繋げていかなきゃと思いました。時代劇は絶対に失くしたくない」と時代劇の灯を受け継ぐ使命感を語っている。
2020年にレプロエンタテインメントからブルーベアハウスへ移籍。

## 人物・エピソード
- 身長165cm。スリーサイズはB83、W58、H86。靴のサイズは24cm（2008年時点[10]）。
- 趣味は料理[10]・日本舞踊・殺陣[14]。
- 芸名の青山 倫子は『逃亡者 おりん』主演を機に本名より改名、「色があって、上品できれいなイメージ」で検討し両親と相談のうえで決めた[15]。
- テレビ東京制作の『逃亡者 おりん』への主演が決まった際、同局の大江麻理子アナウンサーと顔が似ていると話題になった。自身も「大江さんに局内で偶然お会いしたら、一瞬、姉かと思いました」と語っている[5]。
- 2006年7月22日、映画『ラブサイコ 妖赤のホラー』の渋谷での舞台挨拶にて、実家のある千葉県で、ウナギイヌと狐の嫁入りを見たことがあると語った。
- 2007年4月30日、新宿でのトークショー&握手会にて、『逃亡者 おりん』の殺陣を演じるにあたり、刀で人を刺す感覚を知るために肉の塊を購入しブスブスと刺してみた、と語った[16]。
- ともにスペースクラフトへ所属していた尾上綾華とは親密な間柄で、よくディズニーランドを訪れている。
- 『逃亡者 おりん』主演を機に始めた空手と日本舞踊を続けている。
- 他人が驚くほどよく食べる、とインタビューにてたびたび語っている。
- 残り物料理が得意。
- 好きな女優として鈴木京香やジュリア・ロバーツを挙げている。
- モデル時代のインタビューでは、R&Bを好んで聴くと語っている。

## 出演

### テレビドラマ
井上訓子 名義
- 緑のクリスマス （2002年12月23日、NHK）
- ビギナー 第6話（2003年、フジテレビ） - X子 役
- 東京湾景 第4話（2004年、フジテレビ） - 元ミス東大の横山ゆき 役
- 不機嫌なジーン（2005年、フジテレビ） - 真岡早智子 役

青山倫子 名義
- 逃亡者 おりん（テレビ東京） - 主演・おりん 役
  - 逃亡者 おりん（2006年10月20日 - 2007年3月23日）
  - 逃亡者 おりん スペシャル（2008年9月19日、9月26日）
  - 逃亡者 おりんスペシャル「最終章」（2012年1月12日）
  - 逃亡者 おりん2（2012年1月17日 - 3月27日）
- 水曜ミステリー9 「シロクマ園長 命の事件簿」シリーズ（2007年 - 2008年、テレビ東京） - 八ツ橋里美 役
- オトコの子育て（2007年、朝日放送 / テレビ朝日） - 斉藤みさよ 役
- 新春ワイド時代劇 「徳川風雲録 八代将軍吉宗」（2008年1月2日、テレビ東京） - 千町太夫 役
- サラリーマン金太郎（2008年、テレビ朝日） - 桜井京子 役
- 本日も晴れ。異状なし（2009年、TBS） - 新垣ナオミ 役
- LOVE GAME 第6話（2009年、読売テレビ） - 寺地淳子 役
- 大河ドラマ「天地人」（2009年、NHK） - 伊久（福島正則の正室） 役
- 隠蔽指令（2009年10月-11月、WOWOW） - 菊川さゆり 役
- 柳生武芸帳（2010年1月2日、テレビ東京） - あざみ 役
- サラリーマン金太郎2（2010年1 - 3月、テレビ朝日） - 桜井京子 役
- 水戸黄門 第41部 第11話「夢にまで見たお母さん・大坂」（2010年6月21日、TBS） - お松 役
- 土曜ワイド劇場（テレビ朝日）
  - 「森村誠一の終着駅シリーズ24 終着駅シリーズ 新宿着あずさ22号の殺人同乗者!!」（2010年7月31日） - 三上潤子 役
  - 「人類学者・岬久美子の殺人鑑定4」（2013年9月21日） - 小泉理恵 役
  - 「西村京太郎トラベルミステリー63」（2015年1月10日） - 小堀美奈子 役
- 相棒 season9　第14話「右京のスーツ」（2011年2月2日、テレビ朝日） - 笹原真紀 役
- 全開ガール（2011年7月11日 - 9月19日、フジテレビ） - 九条実夏 役
- リーガル・ハイ 第6話（2012年5月22日、フジテレビ） - 岡崎安奈 役
- 主に泣いてます（2012年7月7日 - 9月8日、フジテレビ） - 駒子 役
- ビギナーズ!（2012年7月12日 - 9月20日、TBS） - 峰百合 役
- おとりよせ王子 飯田好実（2013年4月27日 - 7月6日、名古屋テレビ放送） - 飯田愛実 役
- 確証〜警視庁捜査3課 第4話（2013年5月6日、TBS） - 工藤鏡子 役
- 土曜ドラマ「島の先生」（2013年5月25日 - 6月29日、NHK） - 田嶋奈美子 役
- 月曜ゴールデン（TBS）
  - 「オバベン -京都ふたりの女弁護士-」シリーズ（2013年6月24日 - ） - 熊野マキ 役
  - 「守護神・ボディーガード 進藤輝3」（2014年6月9日） - 橘茜 役
  - 特別企画「松本清張サスペンス・影の地帯」（2015年7月6日） - 川島英子 役
  - 「狩矢警部シリーズ15・京都タペストリー殺人事件」（2015年12月7日） - 梶美也子 役
- 金曜プレステージ （フジテレビ）
  - 「黒の滑走路3」（2013年8月9日） - 武藤ありさ 役
  - 「浅見光彦シリーズ48」（2013年9月6日） - 沼田皇奈子 役
- 隠蔽捜査（2014年1月13日 - 3月24日、TBS） - 谷岡香織 役
- プラトニック（2014年5月25日 - 、NHK BSプレミアム） - 高田蓉子 役
- ペテロの葬列（2014年7月7日 - 9月15日、TBS） - 柴野和子 役
- 警察大学校 日丸教授の事件ノート（2014年7月9日、テレビ東京） - 守口薫 役
- 孤独のグルメ Season4 第3話（2014年7月24日、テレビ東京） - 若女将 役
- 大岡越前2（2014年10月31日、NHK BSプレミアム） - 幾世 役
- すべてがFになる（2014年12月16日・23日、フジテレビ） - 新庄久美子 役
- 警部補・杉山真太郎〜吉祥寺署事件ファイル 第3話（2015年1月26日、TBS） - 中島晴子 役
- 木曜時代劇「かぶき者 慶次」（2015年4月9日 - 6月18日、NHK） - 前田華 役
- ドS刑事 第10話、最終話（2015年6月13日・20日、日本テレビ） - 榊礼子 役
- ある日、アヒルバス（2015年7月5日 - 8月23日、NHK BSプレミアム） - 平なぎさ 役
- ナポレオンの村 第4話（2015年8月16日、TBS） - 小塚楓 役
- 子連れ信兵衛（2015年11月13日 - 12月18日、NHK BSプレミアム） - およう 役
- グッドパートナー 無敵の弁護士 第2・3話（2016年4月28日・5月5日、テレビ朝日） - 日向美紀 役
- 警視庁捜査一課9係 season11 第6話（2016年5月11日、テレビ朝日） - 葛城沙耶 役
- 科捜研の女 第16シリーズ 第6話（2016年12月1日、テレビ朝日） - 樋口みさき 役
- 刑事7人 第3シリーズ 第7話（2017年8月23日、テレビ朝日） - 泉千穂 役
- 警視庁いきもの係 第8話（2017年8月27日、フジテレビ） - 渋谷敦子 役
- 警視庁・捜査一課長 第3話（2018年4月26日、テレビ朝日） - 多治見透子 役
- 嫌われ監察官 音無一六〜警察内部調査の鬼〜5（2018年7月6日、テレビ東京） - 阿部志津香 役
- 獣になれない私たち 第4話・第7話・最終話（2018年10月31日・11月21日・12月12日、日本テレビ） - 花井文美 役
- 家政夫のミタゾノ 第3シリーズ 第2話 (2019年4月26日、テレビ朝日) - 三ツ輪公子 役
- 大富豪同心 第1シリーズ 第7話 (2019年6月21日、NHK BSプレミアム) - お峰 役
- ベビーシッター・ギン! 第4話 (2019年7月21日、NHK BSプレミアム) - 最上令子 役
- さすらい署長 風間昭平14（2019年11月4日、テレビ東京） - 中沢恵子 役
- 森村誠一ミステリースペシャル 終着駅シリーズ36 雪の螢（2020年1月9日、テレビ朝日） - 西村真弓 役
- 科捜研の女 第19シリーズ 第28話（2020年1月30日、テレビ朝日） - 二宮美音 役
- 警視庁強行犯係・樋口顕 第5話（2021年2月12日、テレビ東京） - 武藤佳弥子 役
- 遺留捜査 第6シーズン 第9話（2021年3月11日、テレビ朝日） - 吉井貴子 役
- 演じ屋 （2021年7月30日 - 9月3日、WOWOW） - 松田ユリ 役[17]
  - 演じ屋 Re:act（2024年5月24日 - 7月5日、WOWOW）[18]
- ザ・トラベルナース 第7話 (2022年12月1日、テレビ朝日)　- 三上七海 役

### 映画
井上訓子 名義
- ラブサイコ 妖赤のホラー「愛してる…」（2006年） - 妻 役
- 春の居場所（2006年） - 臼倉 役

青山倫子 名義
- イッツ・ア・ニューデイ（2007年） - 柚月沙織 役
- ネコナデ（2008年） - 君島凜子 役
- 狼牙 ライジング・フィスト（2009年、香港映画） - 佐々木美穂（ティモシー・マの妻） 役
- パラノーマル・アクティビティ 第2章 TOKYO NIGHT（2010年） - 山野春花 役
- ユダ（2013年1月26日公開） - エルセーヌ・胡桃 役
- 麻希のいる世界（2022年1月29日公開）） - 青野良枝  役[19]

### バラエティほか
- 踊る!さんま御殿!!（2006年5月30日、日本テレビ）
- 開運!なんでも鑑定団（2009年12月29日、テレビ東京）
- クローズアップ現代「時代劇 危機一髪 〜伝承の技は守れるか〜」（2011年1月11日、NHK総合）VTR出演
- いい旅・夢気分（2012年1月11日、テレビ東京） - 榎木孝明、山田純大と旅人
- レディス4（2012年1月12日、テレビ東京）

### CM
- ロッテ ヨーグルト100
- 森永製菓 小枝チョコレート
- 明治製菓 明治チョコボウ
- ツーカーセルラー東京
- 雪印乳業 バターハーフ
- 牛乳石鹸 ミルキーモイスト
- 花王 ビオレ メイク落としふくだけコットン
- 大塚製薬 オロナインH軟膏
- カルビー 素材めぐり
- トヨタ自動車 マークX - 佐藤浩市の部下 役
- JRA - 花嫁 役
- アメリカン・エキスプレス トラベラーズチェック
- ニベア花王 8×4ロールオン
- サミー CR逃亡者 おりん
- ハウス食品 黒ニンニクの力
- 黄桜 呑

など多数。

### 舞台
- Happy スペクラ Friday「HERSTORIES」（2005年7月-12月、8公演、スペースクラフトグループ）
- 東京等身大 〜彼女の異常な日常〜（2006年3月8日、スペースクラフトグループ）
- Angel Gate 〜春の予感〜（2006年5月・2007年5月、フジテレビ / TOKYO FM）
- 暁の帝〜壬申の乱編〜（2018年6月 - 7月、シアターグリーン） - 額田王 役

### 出版物
- 女子高制服図鑑（1993年、ぶんか社、ISBN 978-4821120130）

## 作品

### DVD
- 青山倫子 FEEL SO・・・（2008年、ポニーキャニオン）